# Computer-generated imagery

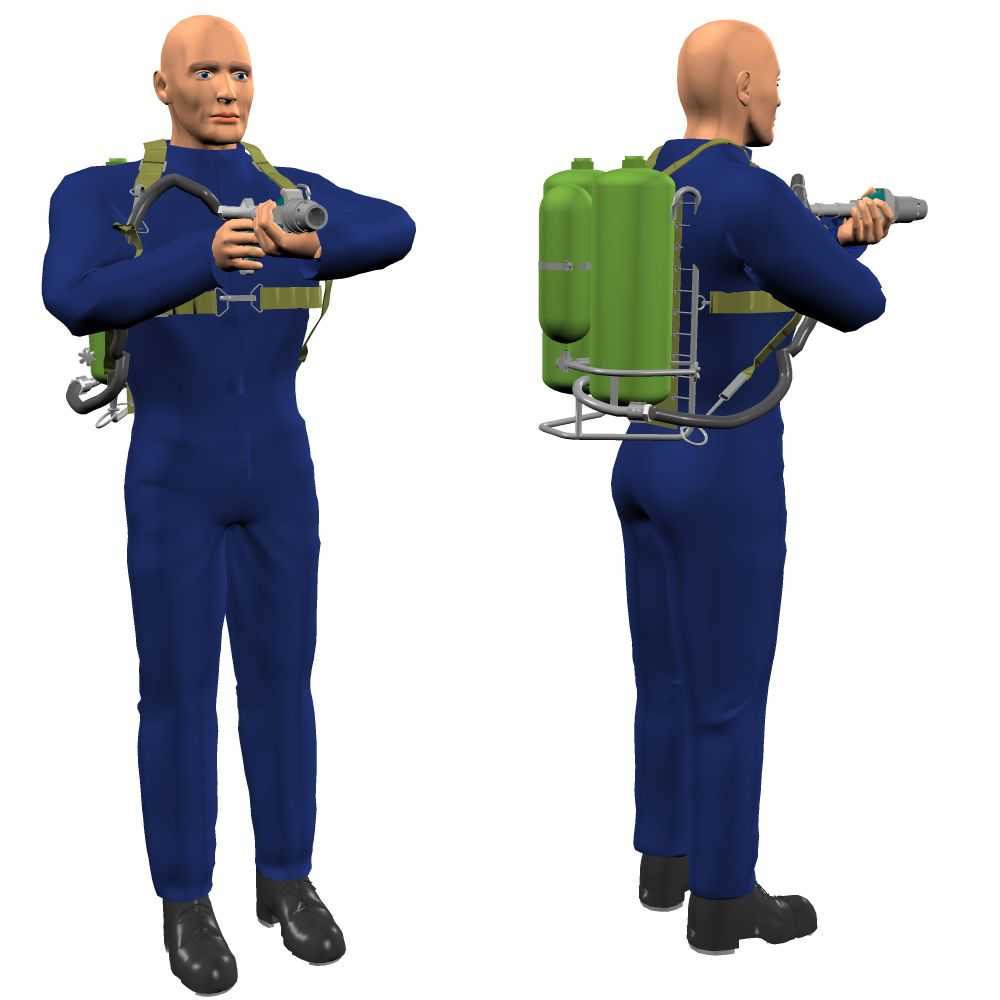
Un'immagine generata al computer consente di essere osservata da più viste, pur conservando la stessa origine digitale

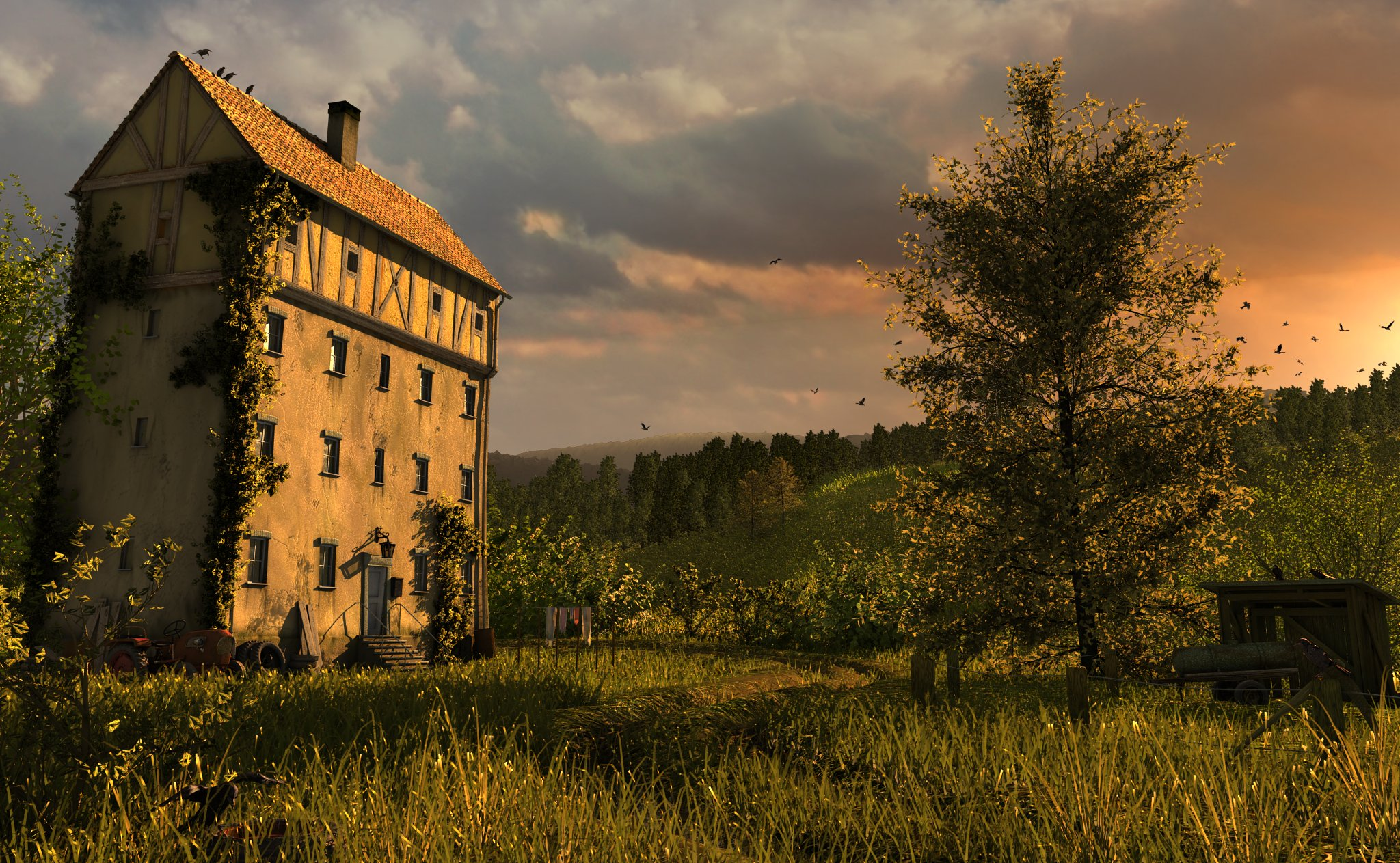
Un'immagine realizzata con il software Blender

Per computer-generated imagery (dall'inglese; in sigla CGI) s'intendono nel campo della computer grafica e in specie in quella 3D le immagini generate al computer per la resa degli effetti speciali digitali nei film, in televisione, negli spot commerciali, nei videogiochi di simulazione e in tutte le applicazioni di grafica visiva.
Quando vediamo un film in CGI ci sembra un film con attori e oggetti in carne ed ossa: solo che i personaggi hanno sempre un aspetto cartoonesco.
Spesso il CGI viene utilizzato anche per film con attori reali, in particolare per la creazione di mostri o personaggi fittizi, al fine di rimanere fedeli al personaggio originale, come nel genere fantasy e horror. 

## Descrizione
La vettorializzazione di un'immagine è il processo che consente ad un'immagine bidimensionale digitalizzata di essere gestita in ogni tipo di vista tridimensionale. Nell'ambito della animazione, sul finire degli anni ottanta questo processo ha portato una vera e propria rivoluzione nella realizzazione dei cartoni animati, principalmente per il fatto che l'animazione non doveva più avvenire attraverso il montaggio su pellicola dei vari fotogrammi, ma essendo proveniente da immagini già digitali, essa poteva essere gestita direttamente al computer.

## Immagini statiche e paesaggi
Non solo le immagini animate fanno parte delle immagini generate al computer; I paesaggi dall'aspetto naturale (come i paesaggi frattali) vengono generati anche tramite algoritmi informatici. Un modo semplice per generare superfici frattali è usare un'estensione del metodo della mesh triangolare, basandosi sulla costruzione di qualche caso speciale di una curva di de Rham, ad esempio lo spostamento del punto medio. Ad esempio, l'algoritmo può iniziare con un triangolo grande, quindi ingrandire ricorsivamente dividendolo in quattro triangoli di Sierpinski più piccoli, quindi interpolare l'altezza di ogni punto dai suoi vicini più vicini. La creazione di una superficie browniana può essere ottenuto non solo aggiungendo rumore quando vengono creati nuovi nodi, ma aggiungendo ulteriore rumore a più livelli della mesh. Così una mappa topografica con diversi livelli di altezza può essere creata usando algoritmi frattali relativamente semplici. Alcuni frattali tipici e facili da programmare usati in CGI sono il frattale del plasma e il frattale di faglia più drammatico.
Molte tecniche specifiche sono state ricercate e sviluppate per produrre effetti generati dal computer altamente focalizzati; ad esempio, l'uso di modelli specifici per rappresentare l'alterazione chimica delle pietre per modellare l'erosione e produrre un "aspetto invecchiato" per una data superficie a base di pietra.

## Scene architettoniche
Gli architetti moderni utilizzano i servizi delle aziende di computer grafica per creare modelli tridimensionali sia per i clienti che per i costruttori. Questi modelli generati dal computer possono essere più accurati dei disegni tradizionali. L'animazione architettonica (che fornisce filmati animati degli edifici, oppure immagini interattive) può essere utilizzata anche per vedere la possibile relazione che un edificio avrà in relazione all'ambiente e agli edifici circostanti. Il rendering di spazi architettonici senza l'uso di strumenti come matita e carta è oggi una pratica ampiamente accettata con una serie di sistemi di progettazione architettonica assistita da computer.
Gli strumenti di modellazione architettonica consentono a un architetto di visualizzare uno spazio ed eseguire "walk-through" in modo interattivo, fornendo così "ambienti interattivi" sia a livello urbano che a livello di edificio. Applicazioni specifiche in architettura non includono solo le specifiche delle strutture edilizie (come muri e finestre) e passaggi pedonali, ma anche gli effetti della luce e il modo in cui la luce solare influenzerà un progetto specifico in diversi momenti della giornata.
Gli strumenti di modellazione architettonica sono ora diventati sempre più basati su Internet. Tuttavia, la qualità dei sistemi basati su Internet è ancora inferiore a quella dei sofisticati sistemi di modellazione interni.
In alcune applicazioni, le immagini generate al computer vengono utilizzate per "decodificare" edifici storici. Ad esempio, una ricostruzione generata dal computer del monastero di Georgenthal in Germania è stata ricavata dalle rovine del monastero, ma fornisce allo spettatore un "aspetto e una sensazione" di come sarebbe stato l'edificio ai suoi tempi.

## Modelli anatomici

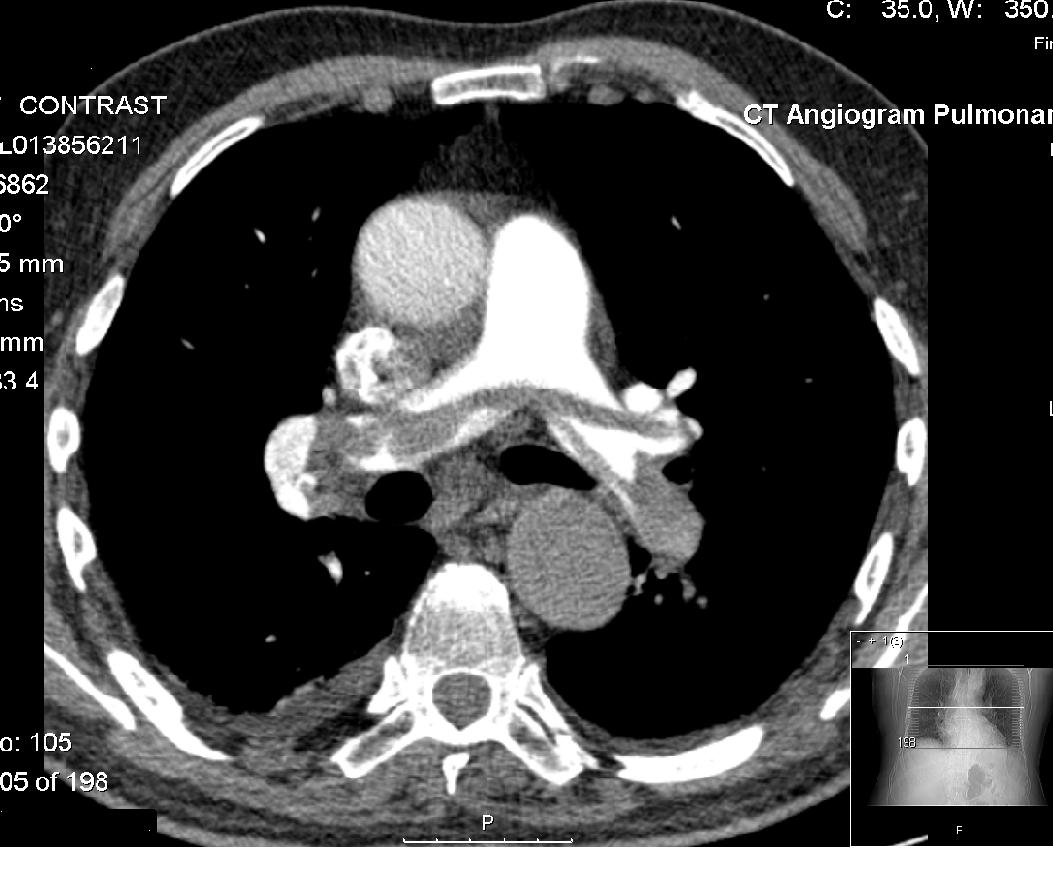
Un angiogramma polmonare TC immagine generato da un computer da un insieme di raggi X.

I modelli generati dal computer utilizzati nell'animazione scheletrica non sono sempre anatomicamente corretti. Tuttavia, organizzazioni come lo Scientific Computing and Imaging Institute hanno sviluppato modelli computerizzati anatomicamente corretti. I modelli anatomici generati dal computer possono essere utilizzati sia per scopi didattici che operativi. Ad oggi, un grande numero di immagini mediche prodotte dagli artisti continuano ad essere utilizzate dagli studenti di medicina, come le immagini di Frank H. Netter, ad esempio le immagini cardiache. Tuttavia, stanno diventando disponibili numerosi modelli anatomici online.
Una radiografia di un singolo paziente non è un'immagine generata da computer, anche se digitalizzata. Tuttavia, nelle applicazioni che implicano scansioni TC, un modello tridimensionale viene automaticamente prodotto da molti raggi X a sezione singola, producendo "immagini generate al computer". Le applicazioni che coinvolgono la risonanza magnetica mettono insieme anche una serie di "istantanee" (in questo caso tramite impulsi magnetici) per produrre un'immagine interna composita.
Nelle moderne applicazioni mediche, i modelli specifici del paziente sono costruiti in "chirurgia assistita da computer". Ad esempio, nella protesi totale del ginocchio, la costruzione di un modello dettagliato specifico per il paziente può essere utilizzata per pianificare attentamente l'intervento. Questi modelli tridimensionali vengono solitamente estratti da più scansioni TC delle parti appropriate dell'anatomia del paziente. Tali modelli possono essere utilizzati anche per la pianificazione degli impianti della valvola aortica, una delle procedure comuni per il trattamento delle malattie cardiache. Dato che la forma, il diametro e la posizione delle aperture coronariche possono variare notevolmente da paziente a paziente, l'estrazione (dalle scansioni TC) di un modello che assomiglia molto all'anatomia valvolare di un paziente può essere molto utile nella pianificazione della procedura.

## Immagini di stoffa e pelle

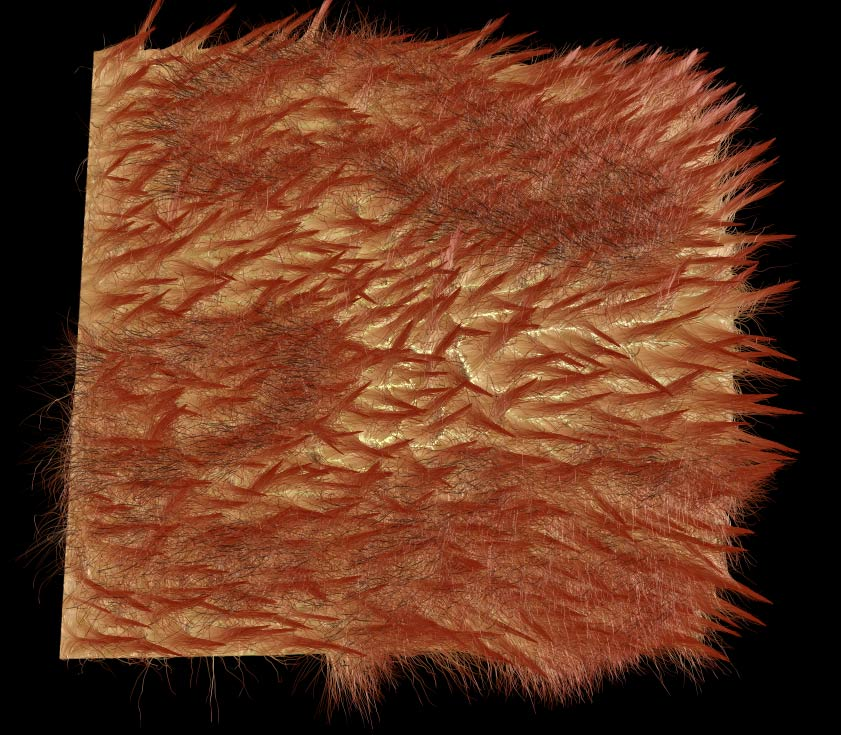
Pelliccia bagnata generata dal computer.

I modelli di stoffa generalmente si dividono in tre gruppi:
- La struttura geometrico-meccanica all'incrocio del filo
- La meccanica dei fogli elastici continui
- I tratti geometrici macroscopici del tessuto[9].

Ad oggi, far piegare automaticamente in modo naturale gli abiti di un personaggio digitale rimane una sfida per molti animatori.
Oltre al loro utilizzo nei film, nella pubblicità e in altre modalità di visualizzazione pubblica, le immagini di abbigliamento generate al computer sono ora utilizzate di routine dalle migliori aziende di fashion design.
La sfida nel rendere le immagini della pelle umana coinvolge tre livelli di realismo:
- Realismo fotografico che assomiglia a una pelle reale a livello statico
- Realismo fisico nell'assomigliare ai suoi movimenti
- Realismo funzionale nel somigliare alla sua risposta alle azioni[12].

Le caratteristiche visibili più fini come rughe sottili e pori della pelle hanno una dimensione di circa 100 µm o 0,1 millimetri. La pelle può essere modellata come una funzione di trama bidirezionale a 7 dimensioni (BTF) o una raccolta di funzione di distribuzione della diffusione bidirezionale (BSDF) sulle superfici del bersaglio.

## Simulazione e visualizzazione interattive
La visualizzazione interattiva è il rendering di dati che possono variare dinamicamente e che consente a un utente di visualizzare i dati da più prospettive. Le aree di applicazione possono variare in modo significativo, dalla visualizzazione dei modelli di flusso in fluidodinamica a specifiche applicazioni di progettazione assistita da computer. I dati resi possono corrispondere a scene visive specifiche che cambiano quando l'utente interagisce con il sistema - ad es. I simulatori, come i simulatori di volo, fanno ampio uso di tecniche CGI per rappresentare il mondo.
A livello astratto, un processo di visualizzazione interattiva coinvolge una "pipeline di dati" in cui i dati grezzi vengono gestiti e filtrati in una forma che lo rende adatto per il rendering. Questo è spesso chiamato "dati di visualizzazione". I dati di visualizzazione vengono quindi mappati in una "rappresentazione di visualizzazione" che può essere inviata a un sistema di rendering. Questa è solitamente chiamata "rappresentazione renderizzabile". Questa rappresentazione viene quindi renderizzata come un'immagine visualizzabile. Quando l'utente interagisce con il sistema (ad esempio utilizzando i controlli del joystick per cambiare la propria posizione all'interno del mondo virtuale) i dati grezzi vengono inviati attraverso la pipeline per creare una nuova immagine renderizzata, spesso facendo dell'efficienza computazionale in tempo reale una considerazione chiave in tali applicazioni.

## Animazione al computer
Mentre le immagini di paesaggi generate al computer possono essere statiche, l'animazione al computer si applica solo alle immagini dinamiche che assomigliano a un film. Tuttavia, in generale, il termine animazione al computer si riferisce a immagini dinamiche che non consentono l'interazione dell'utente e il termine mondo virtuale viene utilizzato per gli ambienti animati interattivi.
L'animazione al computer è essenzialmente un successore digitale dell'arte dell'animazione in stop motion di modelli 3D e dell'animazione fotogramma per fotogramma delle illustrazioni 2D. Le animazioni generate al computer sono più controllabili rispetto ad altri processi più basati sulla fisica, come la costruzione di miniature per riprese con effetti o l'assunzione di extra per scene di folla, e perché consente la creazione di immagini che non sarebbero realizzabili utilizzando altre tecnologie. Può anche consentire a un singolo artista grafico di produrre tali contenuti senza l'uso di attori, scene costose o oggetti di scena.
Per creare l'illusione del movimento, un'immagine viene visualizzata sullo schermo del computer e ripetutamente sostituita da una nuova immagine simile all'immagine precedente, ma leggermente avanzata nel dominio del tempo (solitamente a una velocità di 24 o 30 fotogrammi al secondo). Questa tecnica è identica a come si ottiene l'illusione del movimento con la televisione e il cinema.

## Mondi virtuali

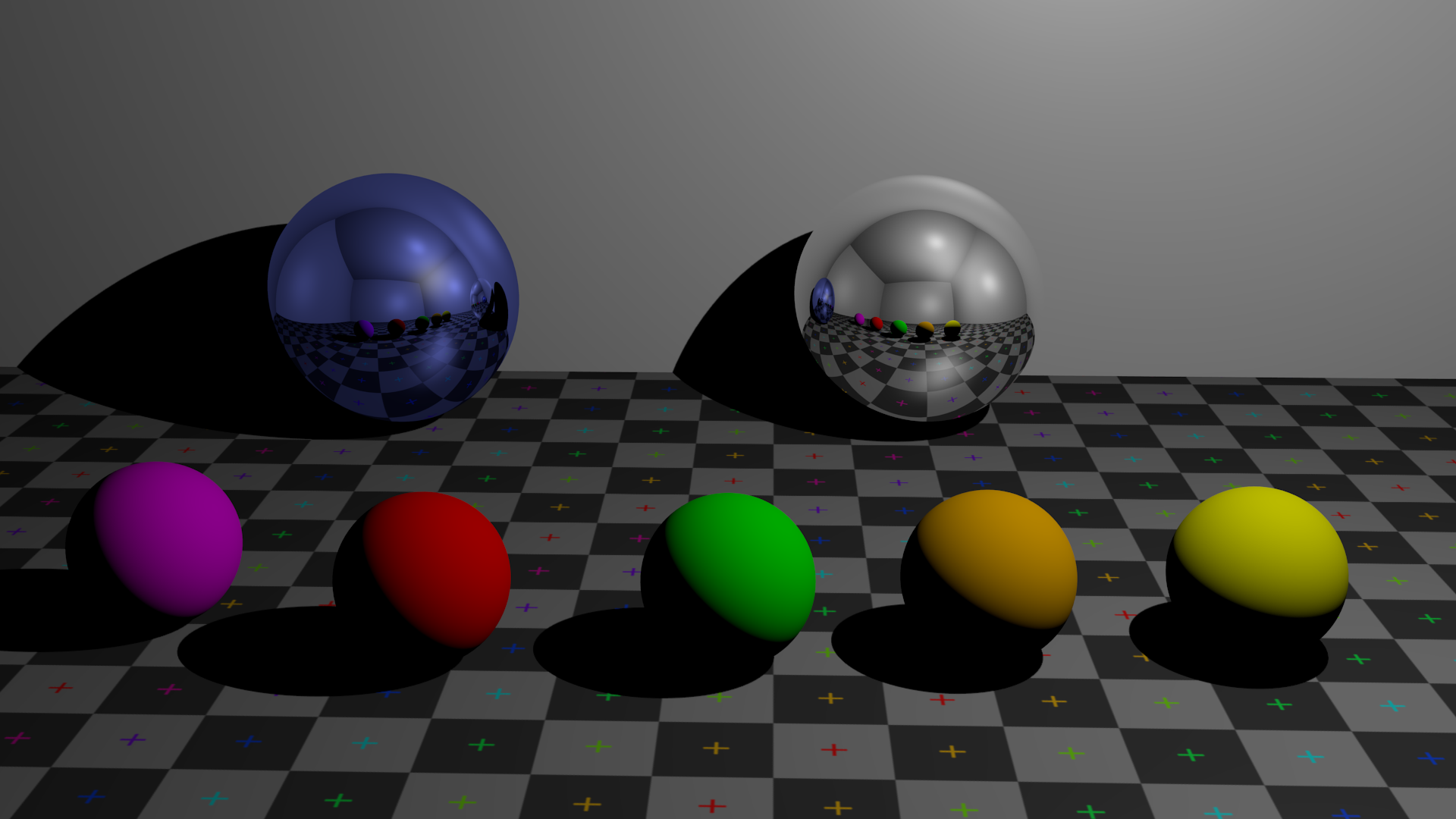
Sfere metalliche

Un mondo virtuale è un ambiente simulato, che consente all'utente di interagire con personaggi animati chiamati npc o interagire con altri utenti attraverso l'uso di personaggi animati noti come avatar. I mondi virtuali sono destinati ai suoi utenti per abitare e interagire, e il termine oggi è diventato in gran parte sinonimo di ambienti virtuali 3D interattivi, in cui gli utenti assumono la forma di avatar visibili agli altri graficamente. Questi avatar sono solitamente rappresentati come rappresentazioni grafiche testuali, bidimensionali o tridimensionali, sebbene siano possibili altre forme (uditivo e sensazioni tattili per esempio). Alcuni, ma non tutti, i mondi virtuali consentono più utenti.

## Nelle aule di tribunale
Le immagini generate al computer sono state utilizzate nelle aule giudiziarie, principalmente dall'inizio degli anni 2000. Tuttavia, alcuni esperti hanno affermato che è pregiudizievole. Sono usati per aiutare i giudici o la giuria a visualizzare meglio la sequenza di eventi, prove o ipotesi. Tuttavia, uno studio del 1997 ha mostrato che le persone sono fisici poco intuitivi e facilmente influenzabili dalle immagini generate al computer. Pertanto è importante che i giurati e gli altri responsabili delle decisioni legali siano consapevoli del fatto che tali mostre sono semplicemente una rappresentazione di una potenziale sequenza di eventi.

## Motion capture
Le immagini generate al computer vengono spesso utilizzate insieme al motion capture per coprire meglio i difetti che derivano dalla CGI e dall'animazione. Le immagini generate al computer sono limitate nella loro applicazione pratica da quanto possono apparire realistiche. Immagini generate al computer non realistiche o mal gestite possono provocare l'effetto Uncanny Valley. Questo effetto si riferisce alla capacità umana di riconoscere cose che assomigliano stranamente agli umani, ma sono leggermente fuori posto. Tale capacità è un difetto delle normali immagini generate al computer che, a causa della complessa anatomia del corpo umano, spesso possono non riuscire a replicarle perfettamente. È qui che entra in gioco il motion capture. Gli artisti possono utilizzare un impianto di acquisizione del movimento per ottenere filmati di un essere umano che esegue un'azione e quindi replicarli perfettamente con immagini generate al computer in modo che appaia normale.
La mancanza di modelli digitali anatomicamente corretti contribuisce alla necessità del motion capture poiché viene utilizzato con immagini generate al computer. Poiché le immagini generate al computer riflettono solo l'esterno, o la pelle, dell'oggetto da renderizzare, non riescono a catturare le interazioni infinitamente piccole tra i gruppi muscolari interconnessi utilizzati nel controllo motorio fine, come il parlare. Il movimento costante del viso mentre emette suoni con labbra sagomate e movimenti della lingua, insieme alle espressioni facciali che accompagnano il parlare sono difficili da replicare a mano. Il motion capture può catturare il movimento sottostante dei muscoli facciali e replicare meglio l'immagine che accompagna l'audio, come Thanos di Josh Brolin.

### Principali studi di produzione animazioni in CGI
- Dreamworks Animation
- Industrial Light & Magic
- Illumination Entertainment
- Blue Sky Studios
- Walt Disney Animation Studios
- Sony Pictures Animation
- ImageMovers Digital
- Gruppo Alcuni
- Vanguard Animation
- Lucasfilm Animation
- Rainbow CGI
- Aardman Animations
- Xilam
- Pixar Animation Studios
- Warner Bros. Animation